# Richard Mitchell
Richard Mitchell (Sídney, 24 de marzo de 1955-30 de mayo de 2021) fue un atleta australiano, especializado en la prueba de 400 m en la que llegó a ser subcampeón olímpico en 1980.

## Carrera deportiva
En los JJ. OO. de Moscú 1980 ganó la medalla de plata en los 400 metros, con un tiempo de 44.84 segundos, llegando a meta tras el soviético Víktor Markin (oro) y por delante del alemán Frank Schaffer (bronce).